# District de Sárbogárd
Le district de Sárbogárd (en hongrois : Sárbogárdi járás) est un des 8 districts du comitat de Fejér en Hongrie. Créé en 2013, il compte 28 509 habitants et rassemble 12 localités : 11 communes et une seule ville, Sárbogárd, son chef-lieu.
Cette entité existait déjà auparavant, jusqu'à la réforme territoriale de 1983 qui a supprimé les districts.

## Localités
- Alap
- Alsószentiván
- Cece
- Hantos
- Igar
- Mezőszilas
- Nagylók
- Sárbogárd
- Sáregres
- Sárkeresztúr
- Sárszentágota
- Vajta